# Mercurio Histórico y Político

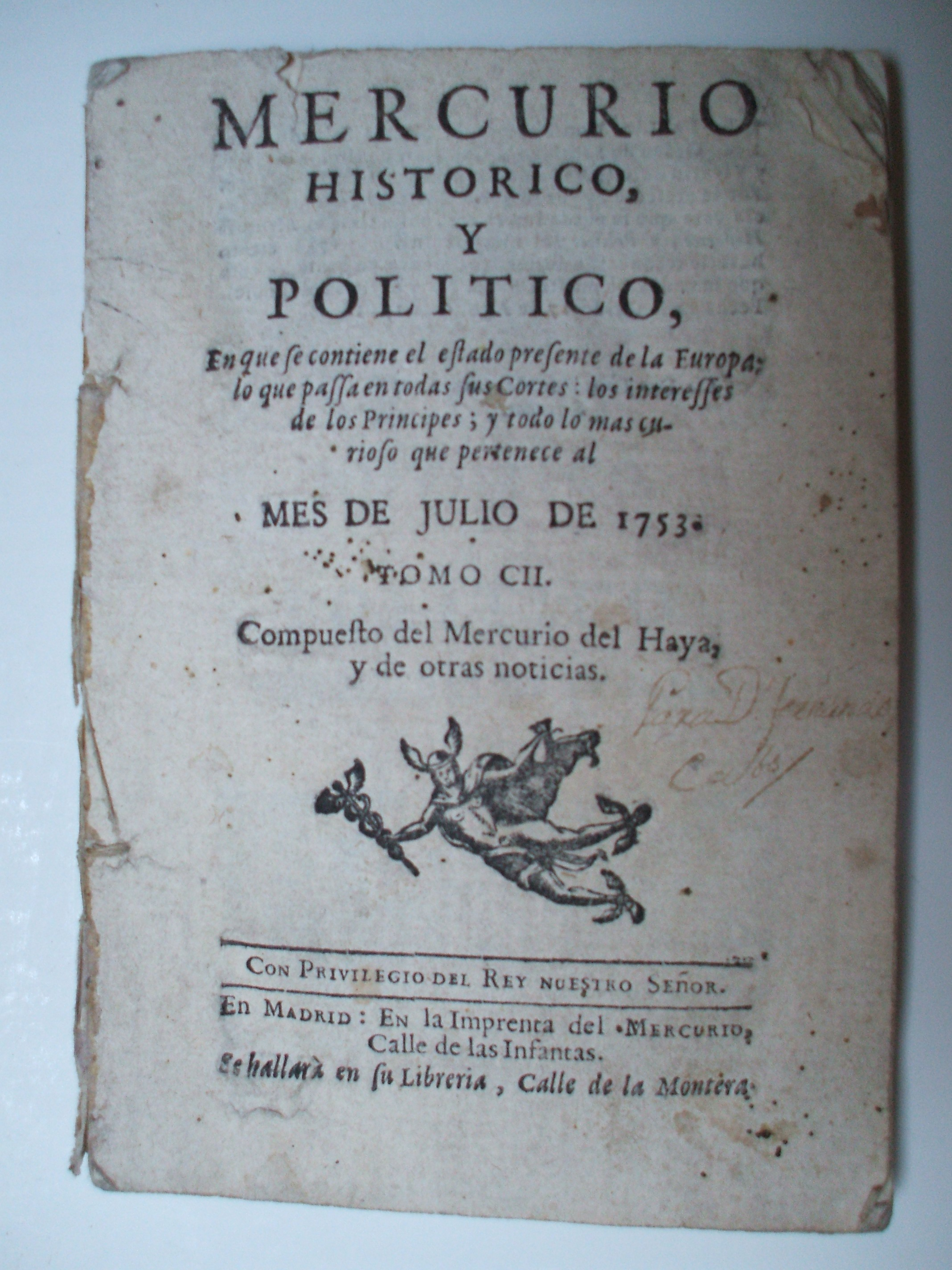
Ejemplar del Mercurio Histórico y Político, 1753.

El Mercurio Histórico y Político fue un periódico similar a la gaceta, de carácter político y militar que se editó en España desde 1738 hasta 1820. 

## Historia
Fue fundado por Salvador José Mañer y su tirada era mensual. Junto a la Gaceta de Madrid compone la prensa española del siglo XVIII. A partir de 1756 se convirtió en un periódico oficial, censurado, administrado y orientado ideológicamente por el Estado.
Se trataba de una traducción del Mercure historique et politique que se imprimía en La Haya, e incluía otras noticias de carácter español.  Se comenzó a publicar en Madrid en enero de 1738, y su contenido figuraba en su portada a modo de título: “...en que se contiene el estado presente de la Europa; lo que pasa en todas sus Cortes; los intereses de los Príncipes; y todo lo más curioso...”.
Sus redactores principales fueron el propio Salvador José Mañer, Miguel José de Azanza, Leopoldo Jerónimo Puig, José Marcos, Benito Bails, Santiago Pombo de la Torre, Tomás de Iriarte y José Clavijo y Fajardo.
En alguna de sus etapas fue cuestionado y criticado por los errores en su traducción. En 1784 fue ampliado de tamaño, y su título fue modificado por el de Mercurio de España, siendo el tercer periódico que más tiempo subsistió, junto a la Gaceta de Madrid y el Diario de Madrid.